# PGM-17 Thor
PGM-17A Thor là loại tên lửa đạn đạo đầu tiên được Không quân Mỹ đưa vào trang bị. Được đặt theo tên của Norse god of thunder, nó được triển khai trong biên chế của Vương quốc Anh từ năm 1959 đến tháng 9 năm 1963 như một loại tên lửa đạn đạo tầm trung mang đầu đạn nhiệt hạch. PGM-17 Thor dài 65 foot (20 m), đường kính 8 foot (2,4 m). Sau này ngoài PGM-17A, quân đội Mỹ còn trang bị tên lửa Jupiter bổ sung cho kho tên lửa đạn đạo tầm trung của mình.
Dòng tên lửa đẩy Thor và Delta là các tên lửa đẩy được phát triển trực tiếp từ PGM-17A Thor.

## Lịch sử
E ngại Liên Xô đưa vào triển khai tên lửa đạn đạo tầm xa trước Mỹ, tháng 1 năm 1956 Không quân Mỹ bắt đầu phát triển tên lửa đạn đạo tầm trung có tầm bắn 1.500 dặm (2.400 km). Chương trình được tiến hành khẩn trương để bù vào khoảng cách về tên lửa đạn đạo giữa Mỹ và Liên Xô, và trong vòng 3 năm kể từ khi chương trình phát triển tên lửa được tiến hành, Không quân Hoàng gia Anh đã dưa vào hoạt động lữ đoàn tên lửa Thor đầu tiên trong số 20 lữ đoàn. Một trong những ưu điểm của thiết kế tên lửa Thor là, không giống Jupiter MRBM, PGM-17A Thor có khả năng triển khai trên các tàu chở máy bay của Không quân Mỹ vào thời điểm đó, giúp nó có khả năng triển khai nhanh hơn. Bệ phóng của tên lửa ko có khả năng vận chuyển và bắt buộc phải triển khai cố định tại các căn cứ tên lửa. Sau khi trở thành thế hệ tên lửa ICBM đầu tiên triển khai từ các căn cứ phóng tên lửa của Mỹ đi vào vận hành, tên lửa PGM-17A nhanh chóng bị loại khỏi trang bị. Tên lửa cuối cùng được rút khỏi trạng thái hoạt động là vào năm 1963.
Một số tên lửa Thor đã được trang bị bộ phận tăng lực đẩy Delta cùng với đầu đạn W-49 Mod 6 và vẫn được Không quân Mỹ sử dụng với vai trò là tên lửa chống vệ tinh trong "Chương trình 437"  tới tận tháng 4 năm 1975. Những tên lửa này được triển khai trên Đảo Johnston, Thái Bình Dương và có khả năng tiêu diệt vệ tinh ở quỹ đạo Trái đất tầm thấp. Với việc được cảnh báo sớm trước khi phóng, tên lửa có khả năng tiêu diệt vệ tinh trinh sát của Liên Xô ngay sau khi bay vào quỹ đạo.

### Phát triển

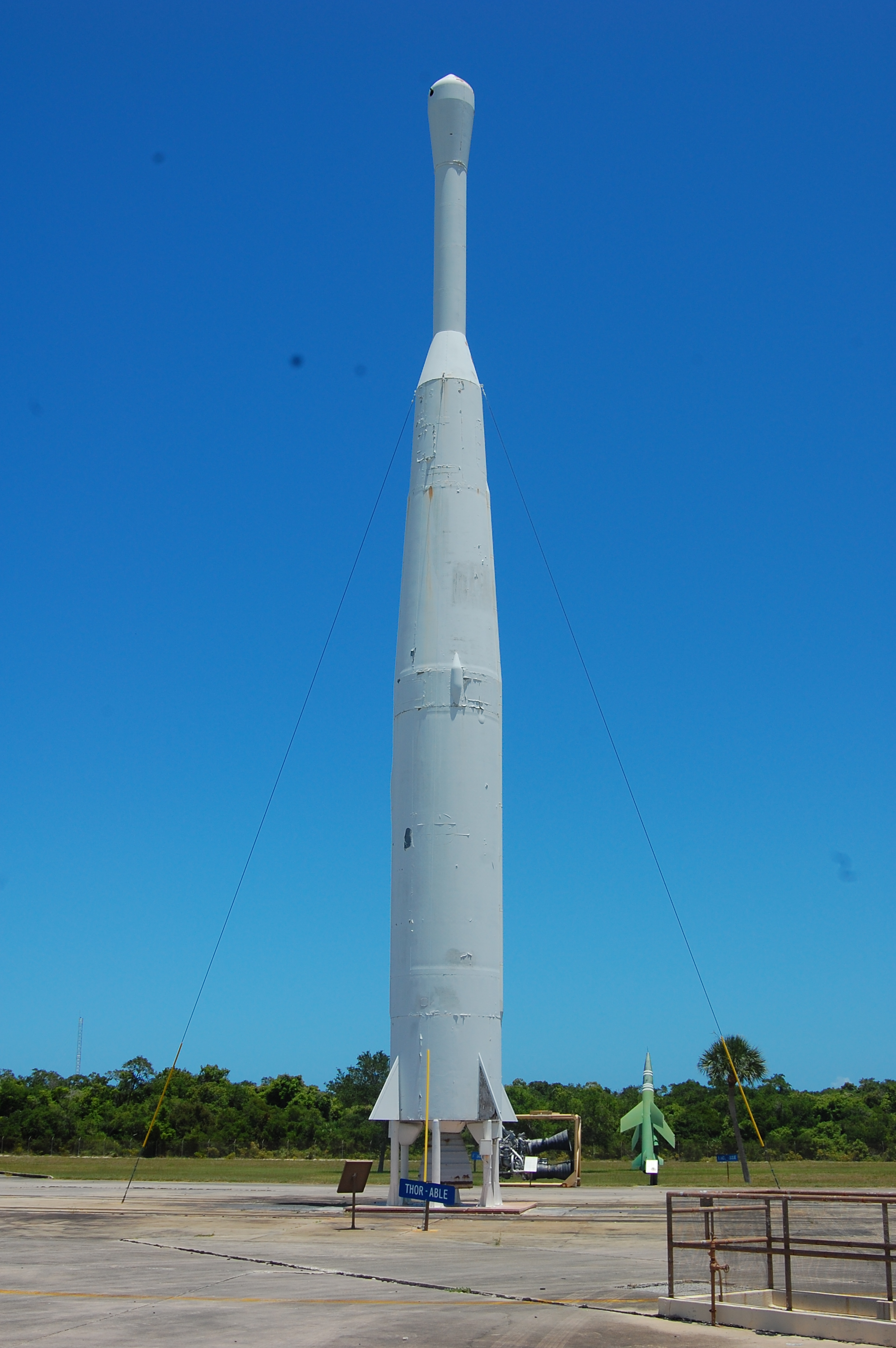
Thor-Able tại Bảo tàng tên lửa và vũ trụ Không quân Mỹ.

Việc phát triển tên lửa Thor được Không quân Mỹ triển khai vào năm 1954. Mục đích là tạo ra một hệ thống tên lửa mang đầu đạn hạt nhân có tầm bắn từ 1.150 đến 2.300 dặm (1.850 đến 3.700 km) có bán kính chính xác 2 dặm (3,2 km). Với tầm bắn này, tên lửa đặt tại Anh sẽ có khả năng tấn công Moskva. Ban đầu, thiết kế tên lửa do Robert Truax (US Navy) và Tiến sĩ Adolph K. Thiel (Tập đoàn Ramo-Wooldridge). Cùng với nhau, họ đã lập ra tiêu chuẩn kỹ thuật cho một tên lửa đạn đạo tầm trung mới như sau:
- Có tầm bắn 1.750 dặm (2.820 km)
- Đường kính 8 ft (2,4 m), cao 65 ft (20 m) (để có thể chở bằng máy bay Douglas C-124)
- Trọng lượng phóng 110.000 lb (50.000 kg)
- Lực đẩy được cung cấp bởi một nửa tên lửa Navaho-một phiên bản của tên lửa đẩy phụ của tên lửa Atlas
- Có tốc độ đầu đạn khi hồi quyển tối đa là 10.000 mph (4,5 km/s)
- Hệ thống dẫn đường quán tính kết hợp dẫn đường bằng radio

Thor có sử dụng động cơ vernier dùng để điều chỉnh hướng bay cho tên lửa, đặt bên sườn động cơ chính, tương tự như động cơ vernier đặt cạnh thùng chứa nhiên liệu trên tên lửa Atlas.
Ngày 30/11/1955, ba công ty đã có một tuần để đấu thầu dự án phát triển tên lửa Thor: Douglas, Lockheed, và North American Aviation. Tên lửa sẽ sử dụng công nghệ và kỹ thuật có sẵn để đẩy nhanh quá trình phát triển và đưa vào trang bị. Ngày 27 tháng 12 năm 1955, Douglas được trao hợp đồng phát triển khung tên lửa và tích hợp. Bộ phận Rocketdyne của Hàng không Bắc Mỹ đảm nhận phát triển động cơ, AC Spark Plug đảm nhận hệ thống dẫn đường quán tính chính, phòng thí nghiệm Bell đảm nhận hệ thống dẫn đường vô tuyến, và General Electric đảm nhiệm thiết kế đầu đạn hồi quyển. Đề xuất của Douglas bao gồm việc lựa chọn các vách ngăn thùng chứa bắt vít (trái ngược với các vách ngăn hàn được đề xuất ban đầu) và một thùng nhiên liệu hình côn để cải thiện đặc tính khí động học.
Động cơ sẽ là một phiên bản của động cơ MA-3 sử dụng trên tầng đẩy phụ của tên lửa Atlas, với việc loại bỏ một buồng đốt và thay đổi trong đường ống dẫn để lắp vừa động cơ vào trong khoang động cơ tên lửa Thor bé hơn.
Thử nghiệm động cơ được tiến hành vào tháng 3 năm 1956. Các cuộc thử nghiệm ban đầu của Thor vào năm 1957 sử dụng phiên bản đầu tiên của động cơ Rocketdyne LR-79 với miệng xả hình nón và lực đẩy 135.000 pound. Đến đầu năm 1958, loại này đã được thay thế bằng một mẫu cải tiến với miệng xả hình chuông và lực đẩy 150.000 pound. Thor IRBM được phát triển đầy đủ có lực đẩy 162.000 pound.

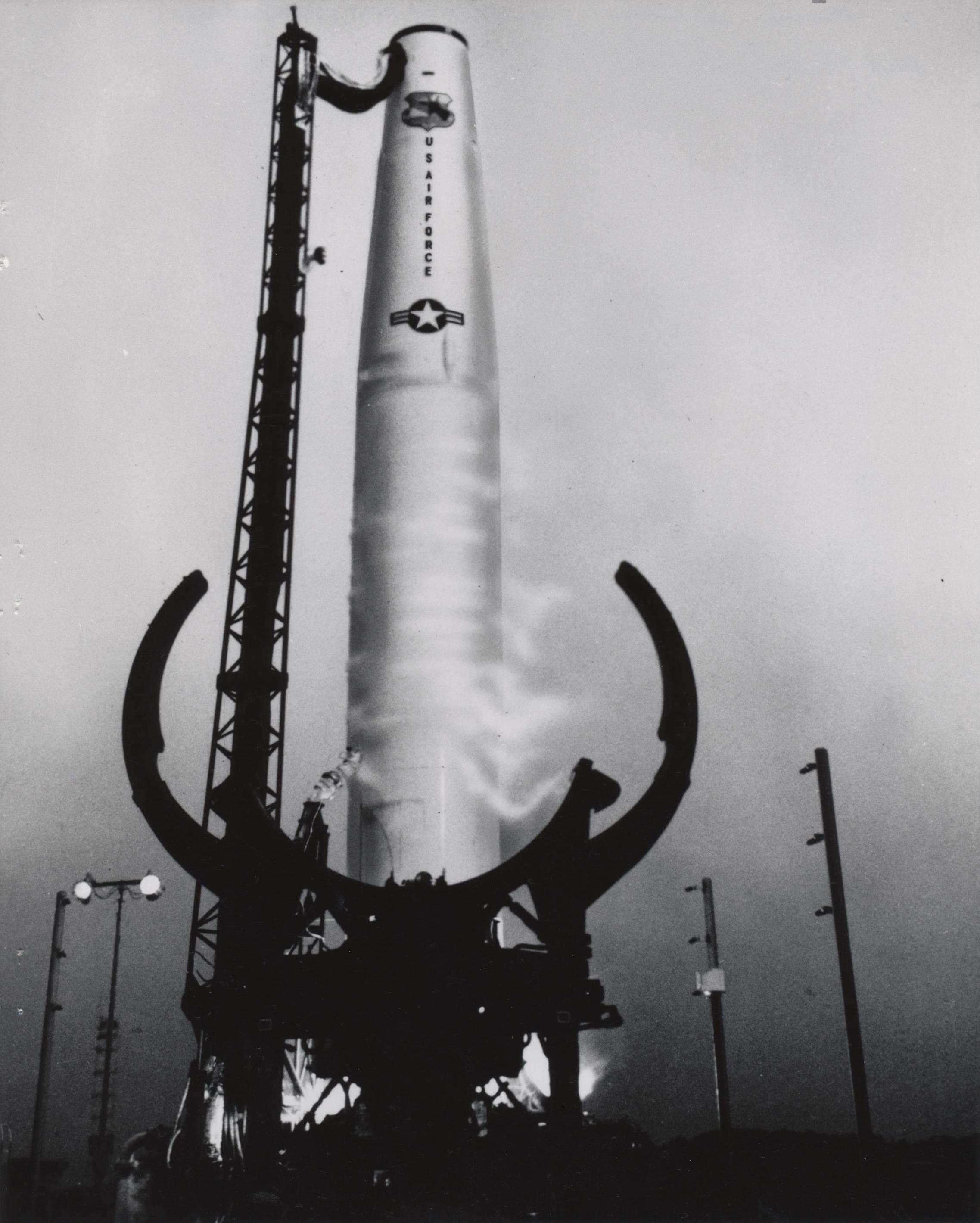
Missile 151, tên hiệu "Tune Up", vào ngày 16/12/1958, ngay trước thời điểm phóng từ căn cứ không quân Vandenberg.

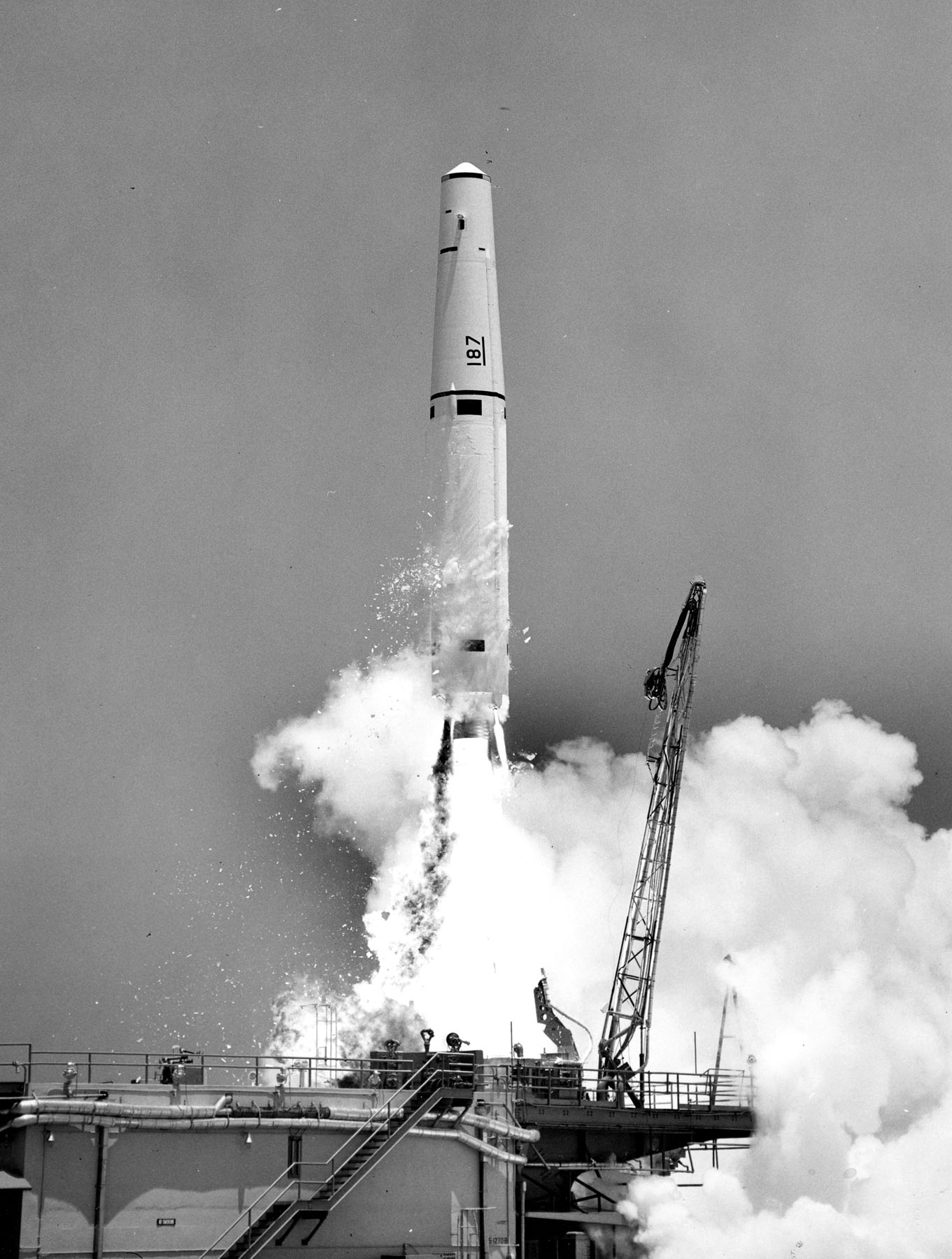
Thử nghiệm tên lửa Thor tại Cape Canaveral, 12/5/1959.

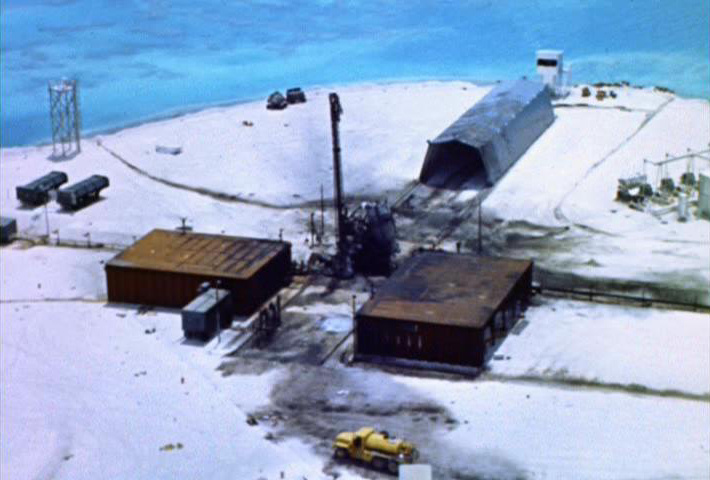
Bệ phóng tên lửa (LE1) sau khi tên lửa Thor phóng thất bại làm phơi nhiễm phóng xạ từ plutonium lên đảo Johnston trong Chiến dịch thử nghiệm hạt nhân "Bluegill Prime", tháng 7 năm 1962.

### Cạnh tranh với tên lửaPGM-19 Jupiter
PGM-19 Jupiter là một nỗ lực phát triển chung của Chrysler và Redstone Arsenal, Huntsville, Alabama, ban đầu nó được thiết kế để tấn công các mục tiêu có giá trị cao như sân bay, trung tâm chỉ huy với độ chính xác cao. Đội ngũ thiết kế tên lửa Redstone dưới sự chỉ đạo của Wernher von Braun, đã phát triển được hệ thống dẫn đường quán tính giúp cho tên lửa có bán kính chính xác khoảng 1.800 mét (5.900 ft).
Trong quá trình phát triển, Hải quân Mỹ đã tham gia chương trình tên lửa Jupiter, với mục đích phát triển loại tên lửa có khả năng triển khai trên tàu ngầm. Kết quả là tên lửa Jupiter có thiết kế với hình dạng thấp, để có thể trang bị trên tàu ngầm. Tuy nhiên, Hải quân luôn lo ngại về tình huống cực kỳ rủi ro khi một tên lửa nhiên liệu lỏng được cất giữ trong khoang của tàu ngầm. Đến năm 1956, Hải quân Mỹ triển khai chương trình phát triển tên lửa Polaris thay cho tên lửa Jupiter, với động cơ nhiên liệu rắn, nhẹ hơn rất nhiều so với tên lửa Jupiter và cũng vận hành an toàn hơn.
Với hai loại tên lửa IRBM có khả năng gần như giống hệt nhau, rõ ràng là chỉ một trong hai loại là được đưa vào hoạt động, dẫn đến sự cạnh tranh giữa Lục quân và Không quân Mỹ. Chương trình thử nghiệm tên lửa Jupiter được bắt đầu muộn hơn hai tháng so với tên lửa Thor, và việc thử nghiệm diễn ra suôn sẻ hơn tên lửa Thor. Các tai nạn như vụ nổ của tên lửa Thor 103 đã được loại bỏ và các vấn đề về động cơ phản lực cánh quạt gây ra cho các động cơ Rocketdyne đời đầu cũng đã được giải quyết ở tên lửa PGM-19 Jupiter sớm hơn nhiều so với tên lửa PGM-17A Thor của Không quân.
Chương trình Jupiter thành công hơn do được thử nghiệm và chuẩn bị tốt hơn nhiều, với mỗi tên lửa đều được thử nghiệm ở trạng thái tĩnh trước khi được phóng. Tính đến cuối tháng 5/1958, Jupiter đã phóng thành công 5 lần và 3 lần phóng thất bại, không có vụ phóng thất bại nào làm nổ bệ phóng, nhờ có quy trình thử nghiệm kỹ lưỡng được thực hiện tại Huntsville. Trong khi đó, tên lửa Thor đã có 4 lần phóng thành công và tới 9 lần phóng thất bại, trong đó có 4 vụ gây nổ bệ phóng.
Sau khi Liên Xô phóng thành công vệ tinh Sputnik 1–2 cuối năm 1957, Bộ trưởng Quốc phòng Mỹ Charles Wilson ra tuyên bố cả hai loại tên lửa Thor và Jupiter sẽ được đưa vào triển khai, đây cũng là quyết định cuối cùng của Wilson trước khi rời nhiệm sở. Điều này vừa vì lo sợ về khả năng của Liên Xô và cũng để tránh hậu quả chính trị từ việc cắt giảm nhân sự ở công ty Douglas hoặc Chrysler nếu một trong hai loại tên lửa bị hủy bỏ.

### Triển khai
Việc triển khai tên lửa IRBM tại châu Âu tỏ ra khó khăn hơn dự kiến, do không có một thành viên NATO nào ngoại trừ Anh chấp nhận đặt tên lửa Thor trên lãnh thổ của mình. Italy và Thổ Nhĩ Kỳ đều đồng ý triển khai tên lửa Jupiter. Tên lửa Thor được triển khai tại Anh bắt đầu từ tháng 8 năm 1958, theo đó triển khai 20 lữu đoàn trực thuộc Bộ tư lệnh máy bay ném bom Không quân Hoàng gia Anh dưới sự chỉ huy của cả Mỹ-Anh. Đơn vị đầu tiên đi vào hoạt động là Lữ đoàn tên lửa số 77 đặt tại Căn cứ không quân Feltwell từ năm 1958, các đơn vị còn lại đi vào hoạt động vào năm 1959. Các lữ đoàn tên lửa Thor được loại biên vào tháng 9 năm 1963.
Tất cả 60 tên lửa PGM-17A Thor đặt tại Vương quốc Anh đều là phiên bản phóng từ bệ phóng trên mặt đất. Tên lửa được đặt trong nhà chứa tên lửa. Để bắn tên lửa, tổ điều khiển sử dụng motor điện để kéo tên lửa khỏi nhà chứa tên lửa, sau đó sử dụng thiết bị lắp dựng thủy lực để nâng tên lửa lên vị trí thẳng đứng trước khi phóng. Sau khi đã đứng thẳng trên bệ phóng, tên lửa được nạp nhiên liệu và sau đó nó đã sẵn sàng để phóng. Toàn bộ quy trình chuẩn bị trước khi phóng tên lửa diễn ra trong 15 phút. Động cơ chính hoạt động trong khoảng 2,5 phút, sẽ đẩy tên lửa tới vận tốc 14.400 ft/s (4.400 m/s). Mất 10 phút để tên lửa đạt tới độ cao 280 dặm (450 km), gần độ cao bay tối đa của quỹ đạo bay hình ellip. Khi đó, đầu đạn hồi quyển sẽ được tách ra khỏi thân tên lửa và sẽ rơi tự do xuống mục tiêu. Tổng thời gian bay của tên lửa tới mục tiêu là xấp xỉ 18 phút.
Tên lửa Thor ban đầu được trang bị khoang chứa đầu đạn nón côn tù G.E. Mk 2. Sau đó chúng được thay thế bằng khoang chứa đầu đạn thon hơn là G.E. Mk 3 RV. Cả hai khoang đầu đạn đều chưa đầu đạn nhiệt hạch W-49 với đương lượng nổ 1,44 megatons.
Chương trình IRBM nhanh chóng bị chương trình ICBM của Không quân làm lu mờ và trở nên dư thừa. Đến năm 1959, khi Atlas chuẩn bị được đưa vào hoạt động, Thor và Jupiter đã trở nên lỗi thời, mặc dù cả hai vẫn còn trong trang bị cho đến năm 1963. Nhìn lại, chương trình phát triển IRBM là một ý tưởng tồi vì nó phụ thuộc vào sự hợp tác của các đồng minh NATO, trong khi hầu hết các nước NATO đều không đồng ý triển khai tên lửa hạt nhân trên lãnh thổ của mình, và bản thân chương trình phát triển IRBM cũng bị chương trình ICBM vượt qua, nhưng dù sao tên lửa Thor và Jupiter vẫn tiếp tục được đưa vào trang bị vì lý do chính trị và duy trì lực lượng lao động tại các nhà máy quốc phòng của Mỹ.
Cuối cùng, tên lửa Thor được đã được sử dụng làm nền tảng cho dòng tên lửa đẩy Thor/Delta vào thế kỷ 21.

## Các nước vận hành

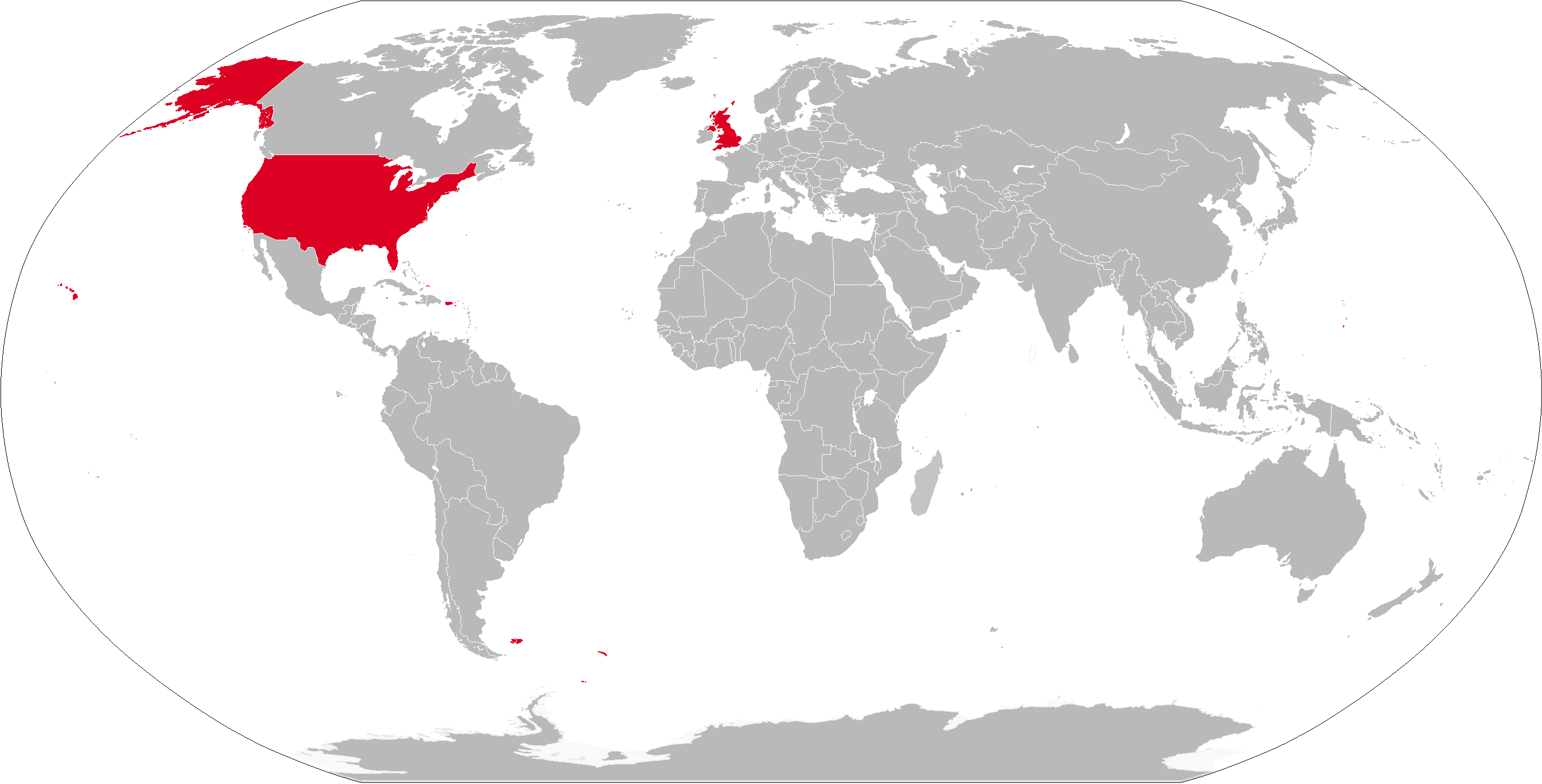

Hoa Kỳ
United States Air Force
- RAF South Ruislip

705th Strategic Missile Wing (1958–1960)
 Anh Quốc
Royal Air Force
- Bộ chỉ huy máy bay ném bom Không quân Hoàng gia Anh

## Books referencing RAF use
- Jefford, C.G. RAF Squadrons, a Comprehensive record of the Movement and Equipment of all RAF Squadrons and their Antecedents since 1912. Shrewsbury, Shropshire, UK: Airlife Publishing, 1988 (second edition 2001). ISBN 1-85310-053-6. p. 178.
- Wynn, Humphrey. RAF Strategic Nuclear Deterrent Forces, their Origins, Roles and Deployment 1946–69. London: HMSO, 1994. ISBN 0-11-772833-0. p. 449.